# Lia Thomas
Lia Catherine Thomas (née en 1999 ou 2000) est une nageuse  américaine transgenre.
Dans un premier temps membre de l'équipe masculine de natation de l'université de Pennsylvanie de 2017 à 2020, elle concourt ensuite avec l'équipe féminine universitaire de 2021 à 2022. En mars 2022, elle devient la première athlète ouvertement transgenre à remporter un championnat national de la division I de la NCAA, après sa victoire à l'épreuve féminine de 500 yards nage libre. Elle est au cœur d'un débat public sur la participation des femmes trans aux compétitions sportives à partir de 2021, où son nom est régulièrement évoqué,,.

## Biographie

### Jeunesse et formation
Thomas grandit à Austin (Texas) avec un frère aîné. Elle commence à nager à l'âge de cinq ans et termine sixième aux championnats lycéens de natation. Vers la fin du lycée, elle se questionne sur son identité de genre,. Elle entre en 2017 à l'université de Pennsylvanie. Elle fait son coming-out transgenre à sa famille durant l'été 2018,, et adopte le prénom Lia le 1er janvier 2020. Dans une interview avec Sports Illustrated, elle déclare le vivre comme une renaissance. Elle obtient son diplôme universitaire en 2022, et prévoit ensuite d'aller en école de droit pour poursuivre une carrière d'avocate en droits civiques[Passage à actualiser].

### Carrière sportive
Thomas commence à nager dans l'équipe masculine de l'université de Pennsylvanie en 2017. En première année, son temps est de 8 minutes et 57,55 secondes au 1 000 yards nage libre, au sixième rang national masculin et dans le top 100 des nageurs pour le 500 yards nage libre et le 1 650 yards nage libre. Durant l'année 2018-2019, Thomas termine deuxième des 500, 1 000 et 1 650 yards libres masculins aux championnats de l'Ivy League,,. Durant cette saison, ses temps sont les meilleurs de l'équipe masculine universitaire aux épreuves du 500, 1 000 et 1 650 libres, et à la sixième place pour le 200 libre.
Thomas commence sa transition hormonale en mai 2019 et fait son coming-out de femme trans pendant sa première année auprès de ses entraîneurs, de ses amis et des équipes de natation féminine et masculine de l'université de Pennsylvanie,. Elle doit nager au sein de l'équipe masculine au cours de l'année universitaire 2019-2020 en tant que junior, tout en suivant une hormonothérapie, puis nage dans l'équipe féminine en 2021-2022, après avoir pris une année de congé scolaire,,. Elle se conforme à toutes les réglementations liées au genre pour avoir le droit de concourir en tant que femme,,.
Avec l'hormonothérapie, Thomas perd en force et en masse musculaire, et ses performances diminuent ; son temps pour le 500 m libre est plus de 15 secondes plus lent que ses records personnels avant la transition médicale,. Ses performances dans les épreuves de natation en sprint plongent au début de la saison 2021-2022, avant de revenir à ses records pour le 100 libre et d'aboutir à un record personnel dans le 50 libre en 2021.
Au cours de la saison 2018-2019, elle était classée 554e au 200 m libre, 65e au 500 m libre et 32e au 1650 m libre au classement masculin. Au cours de la saison 2021-2022, elle est classée cinquième du 200 m libre, première du 500 m libre et huitième du 1650 m libre dans les catégories féminines,.
En janvier 2022, lors d'une rencontre avec l'université de Yale, Thomas termine à la 6e place du 100 m nage libre, perdant contre quatre femmes cisgenres et Iszac Henig (en), un nageur transgenre non hormoné,.
En mars 2022, Thomas devient la première athlète ouvertement transgenre à remporter un championnat national de la Division I de la NCAA dans n'importe quel sport, après sa victoire au 500 yards en nage libre féminin avec un temps de 4:33,24. La médaillée d'argent olympique Emma Weyant termine deuxième, avec un temps de 1,75 seconde derrière Thomas,,. Thomas ne bat aucun record lors de l'événement NCAA, tandis que la nageuse Kate Douglass en bat 18. Thomas se positionne à 9,18 secondes du record NCAA de Katie Ledecky de 4:24,06. Thomas termine deuxième des épreuves éliminatoires du 200 libre, et cinquième de la finale avec un temps de 1:43,50. Thomas finit dixième des éliminatoires du 100 m et dernière sur huit concurrentes en finale.
Le championnat NCAA de mars 2022 est la dernière compétition universitaire de Thomas. À la fin de la carrière de natation de Thomas à UPenn en 2022, son classement rang était passé de la 65e place de l'équipe masculine à la 1re de l'équipe féminine au 500 yards nage libre, et de la 554e de l'équipe masculine à la 5e de l'équipe féminine au 200,. Selon le site web Swimcloud, Thomas est classée 36e parmi les nageuses universitaires aux États-Unis pour la saison 2021-2022 et 46e parmi les nageuses à l'échelle nationale. Selon Sports Illustrated, elle a candidaté en école de droit et prévoyait de nager aux qualifications des Jeux olympiques d'été de 2024.
Dans une interview de mai 2022, Thomas se défend des critiques et déclare son intention de poursuivre la natation, ainsi que sa volonté de se présenter aux essais olympiques. Dans une interview avec ESPN, elle déclare « cela a été incroyablement gratifiant et significatif de pouvoir être authentique et d'être moi-même ».
En juin 2022, la Fédération internationale de natation (FINA), vote l'interdiction des compétitions professionnelles féminines aux sportives transgenres, excepté pour les nageuses qui peuvent attester auprès de la FINA « qu'elles n'ont connu aucun stade de la puberté masculine au-delà du stade 2 de Tanner (de la puberté) ou avant l'âge de 12 ans, selon la date la plus tardive ». Cette disposition a pour effet d'empêcher Thomas de participer à la compétition féminine aux Jeux olympiques de Paris 2024 comme elle l'avait prévu,,,. En réponse, Thomas déclare que cette décision « est profondément bouleversante» et qu'il s'agit d'une mesure « discriminatoire et [qui] ne servira qu'à nuire à toutes les femmes ».

### Hommages
En juillet 2022, l'université de Pennsylvanie nomme Thomas pour le prix de la femme de l'année 2022 de la NCAA, prix pour lequel elle est l'une des 577 athlètes nommées.

## Débat public autour des femmes transgenres dans le sport et la natation
En 2021, les médias conservateurs et de droite médiatisent largement Thomas, comme Fox News,,,. Début décembre 2021, des parents anonymes des membres de l'équipe de natation de l'université de Pennsylvanie écrivent à la National Collegiate Athletic Association (NCAA) pour demander que Thomas soit déclarée inéligible à la compétition. La responsable de la fédération américaine de natation Cynthia Millen démissionne en protestation à l'autorisation accordée à Thomas à concourir avec les femmes. Dans un article du 10 janvier 2022, le Washington Post écrit : « Thomas a battu les records scolaires et a réalisé les temps les plus rapides de toutes les nageuses universitaires dans deux épreuves cette saison. Elle sera probablement l'une des favorites des championnats de la NCAA en mars, alors même que les gens à l'intérieur et à l'extérieur du sport débattent de sa place sur la terrasse de la piscine ».
En janvier 2022, l'université de Pennsylvanie, plusieurs organisations affiliées à la faculté de droit de l'université de Pennsylvanie et les universités de l'Ivy League s'expriment en soutien à Thomas,. En février 2022, seize membres anonymes de l'équipe féminine de natation de l'université de Pennsylvanie envoient une lettre aux responsables de l'université et de l'Ivy League, leur demandant de ne pas attaquer la future décision de la FINA et de respecter l'exclusion de Thomas des compétitions féminines, en déclarant en même temps que le classement de Thomas était passé de 462e dans la catégorie masculine à n°1 dans la catégorie féminine, . En réponse, un autre groupe de nageuses de l'équipe de natation de Thomas fait une déclaration soutenant cette fois la participation de Thomas dans la catégorie militante. Une autre réponse est signée par plus de 300 nageurs universitaires, déclarant leur soutien à « Lia Thomas et à tous les athlètes universitaires transgenres, qui méritent de pouvoir participer en toute sécurité et des environnements sportifs accueillants.
Brooke Forde, médaillée d'argent olympique en natation, déclare à propos de Thomas que traiter les gens avec respect et dignité est plus important que n'importe quel trophée ou record, et qu'elle n'a donc pas d'objection à concourir contre elle aux NCAA,. La médaillée d'argent olympique Erica Sullivan s'exprime également en faveur de Thomas « comme n'importe qui d'autre dans ce sport, Lia s'est entraînée assidûment pour en arriver là où elle est et a suivi toutes les règles et directives en vigueur... elle ne gagne pas à chaque fois. Et quand elle le fait, elle mérite, comme n'importe qui d'autre dans ce sport, d'être célébrée pour son succès durement gagné, et non d'être qualifiée de tricheuse simplement à cause de son identité ». Le nageur Michael Phelps, déclare que « je crois que nous devrions tous nous sentir à l'aise avec qui nous sommes dans notre propre peau, mais je pense que les sports devraient tous être pratiqués sur un pied d'égalité » tout en rajoutant qu'il ignore à quoi ressemblera l'avenir,. La triple médaillée d'or olympique Nancy Hogshead-Makar soutient la participation des femmes trans, « tant qu'elles peuvent démontrer qu'elles ont perdu leurs avantages liées à une puberté masculine avant de concourir en catégorie féminine ».
En février 2022, Vicky Hartzler, candidate républicaine au Sénat du Missouri, représente Thomas dans une publicité de campagne en affirmant que « les sports féminins sont pour les femmes, pas pour les hommes prétendant être des femmes », ce qui est décrit par CNN comme « un trope transphobe rabaissant les femmes trans ». En mars, environ 50 manifestants et contre-manifestants se rassemblent devant le Georgia Tech Aquatic Center, alors que Thomas participe au championnat national de la Division I de la NCAA. Certaines personnes dans les gradins arborent des banderoles disant « Sauvons les sports des femmes » (Save women's sports). Lors de la deuxième journée des championnats, une dizaine de manifestants du groupe Save Women's Sports manifestent lors des éliminatoires du 500 m libre féminin. La nageuse Reka Gyorgy, qui finit à la 17e place de l'épreuve de 500 yards nage libre, à une place de la qualification pour la finale, se plaint de la participation de Thomas qui a remporté l'épreuve. Le 22 mars, le gouverneur de la Floride, Ron DeSantis, publie une déclaration où il affirme qu'Emma Weyant est la « gagnante légitime » du 500 yards nage libre féminin de la division 1 de la NCAA 2022,. En mars, la représentante des États-Unis au Colorado, Lauren Boebert, présente un projet de loi soutenu par 20 autres républicains. L'ancienne athlète transgenre Caitlyn Jenner déclare que Thomas n'était pas la gagnante légitime en affirmant « Ce n'est pas transphobe ou anti-trans, c'est du bon sens ». Des utilisateurs des médias sociaux lui répondent en soulignant que Jenner avait déjà exprimé son soutien aux athlètes transgenres par le passé et participe à du golf féminin,.
En février 2022, CNN décrit Thomas comme « le visage du débat sur les femmes transgenres dans le sport », et en mars 2022, Sports Illustrated la décrit comme « l'athlète la plus controversée d'Amérique »,. Le 23 mars, après que le gouverneur de l'Indiana, Eric Holcomb, a opposé son veto à une interdiction législative de la participation des filles transgenres aux sports scolaires féminins, le New York Times écrit : « La participation sportive des filles et des femmes transgenres est devenue un sujet de plus en plus controversé parmi les dirigeants politiques et les sportifs. sanctionnant les groupes, qui ont lutté avec le problème d'une manière qui respecte les athlètes transgenres et répond aux préoccupations que certains critiques ont soulevées au sujet de l'équité de la concurrence » et a rapporté que le gouverneur de l'Utah, Spencer Cox, lors d'une conférence de presse avant son veto à une législation similaire, fait une déclaration encourageante. Depuis juin 2022, l'Alabama, l'Arizona, l'Arkansas, la Floride, la Géorgie, l'Idaho, l'Indiana, l'Iowa, le Kentucky, la Louisiane, le Mississippi , le Montana, l'Oklahoma, la Caroline du Sud, le Dakota du Sud, le Tennessee, le Texas, l'Utah et la Virginie-Occidentale disposent de lois interdisant la participation des filles transgenres aux sports scolaires féminins,.
Dans un rapport sur la question de l'identité de genre soulevée lors de l'audience de confirmation du candidat à la Cour suprême des États-Unis, Ketanji Brown Jackson, le New York Times écrit qu'après les vetos de Holcomb et Cox et la victoire de Thomas au championnat NCAA « Les droits des personnes transgenres dominent l'indignation de la droite ». Le 31 mars, The Hill décrit le débat sur la participation des athlètes transgenres dans le sport comme « la dernière poudrière dans les guerres culturelles du pays » et écrit « Lia Thomas est devenue la dernière athlète transgenre prise dans le collimateur du débat » après sa victoire à la NCAA. Le National Women's Law Center, une organisation à but non lucratif, défend Thomas, affirmant qu'elle « mérite toute la célébration de son succès cette saison, mais qu'elle se heurte plutôt à la misogynie et  à la transphobie à l'échelle nationale ». L'American Civil Liberties Union (ACLU) défend également Thomas, affirmant que « ce n'est pas un sport féminin s'il n'inclut pas TOUTES les femmes athlètes » et que « Lia Thomas fait partie de l'équipe de natation et de plongeon de Penn ».

## Records

### Records personnels
| Event   | Time     | Venue                             | Date              | Notes                  |
| ------- | -------- | --------------------------------- | ----------------- | ---------------------- |
| 50 FR   | 22.78    | Zippy Invite (W)                  | December 3, 2021  | Penn women's swim team |
| 100 FR  | 47.15    | College Station (M)               | February 4, 2017  | Penn men's swim team   |
| 200 FR  | 1:39.31  | Tennessee Invitational (M)        | November 30, 2018 | Penn men's swim team   |
| 500 FR  | 4:18.72  | 2019 Ivy League Championships (M) | February 28, 2019 | Penn men's swim team   |
| 1000 FR | 8:55.75  | 2019 Ivy League Championships (M) | March 1, 2019     | Penn men's swim team   |
| 1650 FR | 14:54.76 | 2019 Ivy League Championships (M) | March 2, 2019     | Penn men's swim team   |
| 200 IM  | 1:56.51  | UPENN vs WCU Senior Meet          | January 27, 2019  | Penn men's swim team   |

SCY
| Événement | Temps    | Date | Remarques                    |
| --------- | -------- | ---- | ---------------------------- |
| 1000 FR   | 8:57.55  | 2018 | Championnats de l'Ivy League |
| 1650 FR   | 14:59.19 | 2018 | Championnats de l'Ivy League |
| 500 FR    | 4:18.72  | 2019 | Championnats de l'Ivy League |
| 1000 FR   | 8:55.75  | 2019 | Championnats de l'Ivy League |
| 1650 FR   | 14:54.76 | 2019 | Championnats de l'Ivy League |

### Records de l'équipe féminine de natation de Penn
| Événement    | Temps    | Date | Remarques                                |
| ------------ | -------- | ---- | ---------------------------------------- |
| 100 FR       | 47.37    | 2022 | Championnat féminin NCAA Division I 2022 |
| 200 FR       | 1:41.93  | 2021 | Invitation rapide                        |
| 500 FR       | 4:33.24  | 2022 | Championnat féminin NCAA Division I 2022 |
| 1000 FR      | 9:35.96  | 2021 | Invitation rapide                        |
| 1650 FR      | 15:59.71 | 2021 | Invitation rapide                        |
| Relais 400FR | 2:01.41  | 2022 | Thomas, Kaczorowski, Kannan, Carter      |
| Relais 800FR | 4:16.14  | 2022 | Thomas, Kaczorowski, Kannan, Carter      |

## Remarques
1. ↑  According to the swimming data website Swimcloud, Thomas is ranked 36th among female college swimmers in the United States for the 2021–2022 season[27], and 46th among women swimmers nationally[28]. By the conclusion of Thomas's swimming career at UPenn in 2022, her rank had moved from 65th on the men's team to 1st on the women's team in the 500-yard freestyle, and 554th on the men's team to 5th on the women's team in the 200-yard freestyle[26],[15].